# Atanasios Kambaflis
Atanasios Kambaflis (gr. Αθανάσιος Καμπαφλής ;ur. w 1915 w Desfinie, zm. 10 lutego 1993 w Wironas) – grecki zapaśnik walczący w stylu klasycznym. Olimpijczyk z Londynu 1948, gdzie zajął jedenaste miejsce w kategorii do 87 kg.

## Letnie Igrzyska Olimpijskie 1948
| Konkurencja          | Rundy eliminacyjne        | Rundy eliminacyjne  | Klas. końcowa |
| Konkurencja          | Przeciwnik I              | Przeciwnik II       | Miejsce       |
| -------------------- | ------------------------- | ------------------- | ------------- |
| 87 kg styl klasyczny | Umberto Silvestri (ITA) P | Karel Istaz (BEL) P | 11.           |